# Клупов, Рустем Максович

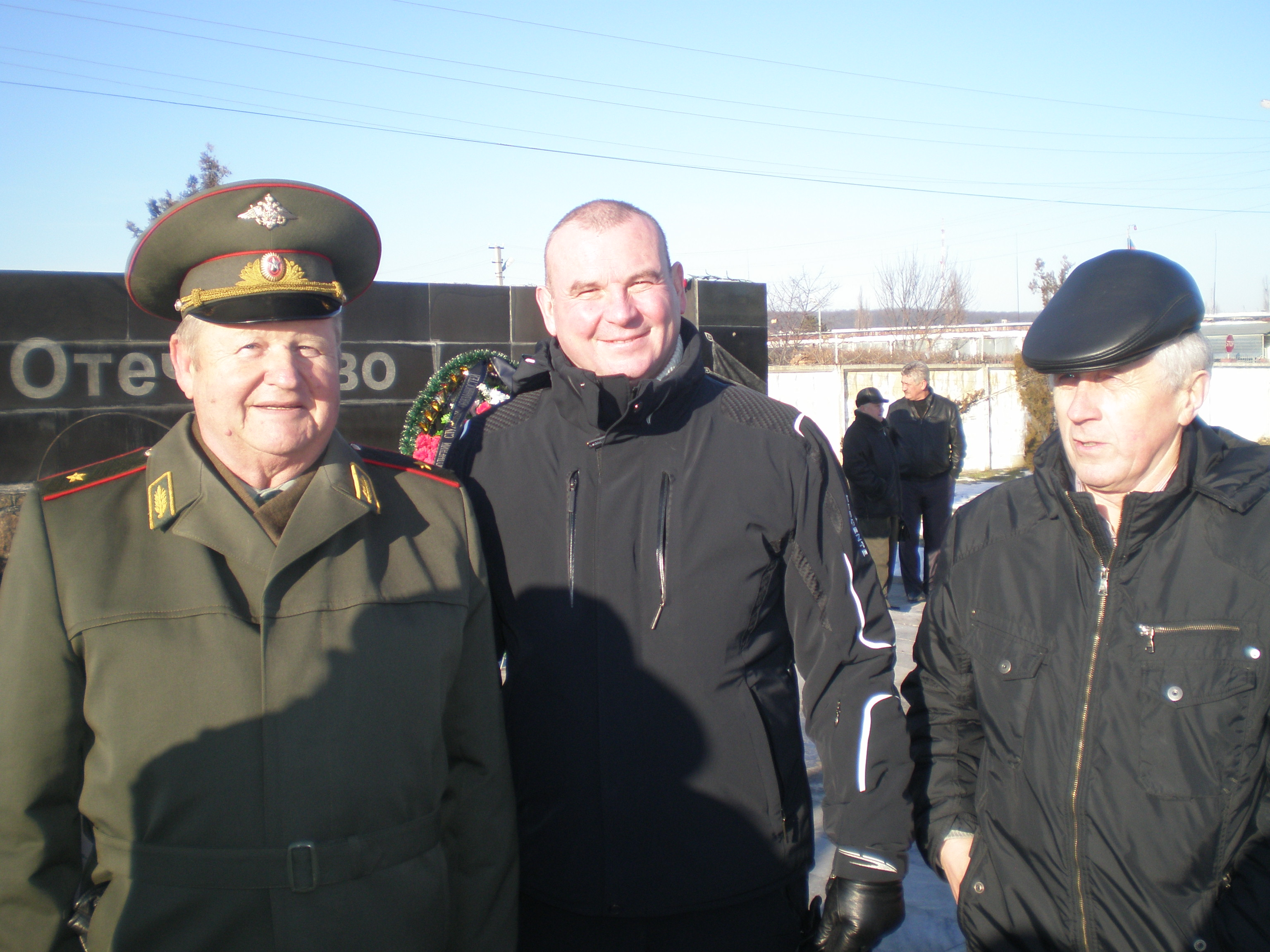
На возложении… А. А. Дорофеев, Р. М. Клупов и Третьяков. Майкоп 2.1.14.

Рустем Максович Клупов — советский и российский военнослужащий, военный разведчик, полковник. Герой Российской Федерации.

## Биография
Родился 27 октября 1963 года. В Вооружённых Силах с 1981 года. В 1985 году окончил Ташкентское высшее общевойсковое командное училище имени В. И. Ленина.
Проходил военную службу в Афганистане, Северо-Кавказском и Московском военных округах.
В середине 1990-х — помощник начальника разведки 131-й отдельной мотострелковой бригады (г. Майкоп). Участник боевых действий на территории Чеченской республики в период первой чеченской войны (во время новогоднего штурма Грозного 1995 года командовал 3-й ротой 131-й мотострелковой бригады). Проявил мужество и героизм в многочисленных боевых операциях.
За проявленные мужество и героизм при выполнении специального задания в ходе выполнения контртеррористической операции в Северо-Кавказском регионе Указом Президента Российской Федерации от 19 сентября 1996 года майору Клупову Рустему Максовичу присвоено звание Герой Российской Федерации.
Из представления майора Клупова Р. М. к званию Героя Российской Федерации:

Во время новогоднего штурма Грозного  в 1995-м командир роты капитан Клупов возглавил мотострелковый батальон вместо раненого командира. Организовав круговую оборону, он смог спасти и личный состав, и технику. Несмотря на полученную контузию, Клупов продолжал командовать батальоном и организовал прорыв в район товарной станции. Там он принял командование рассеянными группами из соседней воинской части и вторично организовал прорыв из окружения, а сам с двумя бойцами остался прикрывать отход. Получил ранение в ногу, он выполнил боевую задачу и в ночь на 2 января вышел в расположение основных сил.— 
В 2000 году окончил Общевойсковую академию ВС РФ. Продолжил военную службу в Северо-Кавказском военном округе. Затем был переведен в Московский военный округ. В 2002—2004 годах — начальник разведки 20-й гвардейской общевойсковой армии (г.Воронеж). С февраля 2004 года — заместитель начальника разведки Московского военного округа.
В 2004 году поступил в Военную академию Генерального штаба ВС РФ, окончил её в 2006 году. В июле 2006 года назначен на должность начальника кафедры разведки Общевойсковой академии ВС РФ. В период с 2007 по 2009 годы начальник разведки Сухопутных войск ВС РФ. С ноября 2009 года находится в командировке в государстве Алжир. Семья проживает в Москве.
В октябре 2022 г. был внесен в санкционные списки Канады за «причастность в распространении российской дезинформации и пропаганды»

## Санкции
14 октября 2022 года, из-за вторжения России на Украину и продолжающейся незаконной оккупации Крыма, Клупов внесён в санкционный список Канады как «агент российской пропаганды, который распространяет дезинформацию».

## Награды
- медаль «Золотая Звезда»[1]
- медаль «За отвагу»
- медаль «За боевые заслуги»
- другие награды